# 蘇丹納茲林沙
苏丹納茲林沙（1956年11月27日—），现任馬來西亞霹雳州苏丹及马来西亚副最高元首，曾出任代理最高元首。

## 早年
納茲林沙生於馬來亞檳城喬治市，是霹雳州前任蘇丹阿茲蘭沙的長子。